# Josta Lewis
Josta Gonda Lewis is een Surinaams bestuurder. Sinds 2020 is zij  districtscommissaris van Kabalebo.

## Biografie
Josta Lewis is lid van de Vooruitstrevende Hervormings Partij (VHP) en assisteerde Marciano Young in 2019 bij de oprichting van de VHP-kern in Apoera.
Op 25 augustus 2020 werd ze geïnstalleerd als districtscommissaris van Kabalebo. Sinds oktober 2021 fungeert Marciano Jong naast haar als districtssecretaris. Tijdens de coronacrisis in Suriname was meerdere keren genoodzaakt om een lockdown in te stellen om de snelle verspreiding van het coronavirus terug te dringen. In aanloop naar de verkiezingen van 2025 werd ze op eigen verzoek tijdelijk op non-actief gesteld, om zich te kunnen richten op politieke werkzaamheden voor de VHP.
Tijdens de verkiezingen van 2025 stond zij op nummer 23 van de lijst van de VHP.